# Pivka
Pivka este o localitate din comuna Pivka, Slovenia, cu o populație de 2.059 de locuitori.